# I Am... Yours: An Intimate Performance at Wynn Las Vegas
I Am... Yours: An Intimate Performance at Wynn Las Vegas (Tạm dịch: Tôi là...của Bạn: Một Buổi diễn Thân mật tại Wynn Las Vegas) là một bộ đĩa CD/DVD của ca sĩ R&B người Mỹ Beyoncé Knowles. DVD này được quay tại Encore Theater, Las Vegas, vào ngày 2 tháng 8 năm 2009, một phần trong tour diễn thế giới của cô, I Am... Yours. Những thước phim này đồng thời còn được trình chiếu trên kênh ABC vào ngày 26 tháng 11 năm 2009.
Album trực tiếp này giữ vững vị trí quán quân đến 8 tuần tại Billboard Top Music Video, giúp album được chứng nhận 2 lần Bạch kim với hơn 200,000 bản được bán, trở thành đĩa DVD quán quân đầu tiên của Knowles tại Hoa Kỳ với 52 tuần giữ vững trên bảng xếp hạng.

## Sự tiếp nhận
Allmusic trao tặng I Am... Yours bốn trên năm sao.
Album trở thành DVD bán chạy nhất tại Mỹ vào tuần đầu tiên. Tuần kế tiếp, DVD rớt xuống vị trí á quân, nhưng lại leo lên vị trí quán quân trong 7 tuần tiếp đó. Vào tuần thứ 10 trên bảng xếp hạng, album rơi xuống vị trí thứ 6 nhưng đến tuần tiếp theo, album tiếp tục leo lên vị trí thứ 5. Album đã giành 10 tuần liền trong top 5 (trong đó có 8 tuần ở vị trí quán quân).
Vào năm 2009, I Am... Yours đã bán tổng cộng 99,000 bản tại Hoa Kỳ, trở thành DVD nhạc có số đĩa bán cao nhất vị trí thứ sáu trong năm. Sau đó, album đã bán được 162,000 bản tại Mỹ và nằm vị trí 15 ở bảng xếp hạng cuối năm 2010.

## Danh sách video/ca khúc
DVD và Blu-ray đều gồm những thước phim của toàn bộ buổi diễn (nhưng chia làm ba phần) kèm theo 23 phút hậu trường. Trong khi đó, đĩa CD chỉ gồm âm thanh của những màn trình diễn chính.

### DVD/Blu-ray
Đĩa 1
1. "Hello"
2. "Halo"
3. "Irreplaceable"
4. Điệp khúc "Sweet Dreams"
  - có nội dung từ "Dangerously in Love 2" và "Sweet Love"
5. "If I Were a Boy"
  - có nội dung từ "California Love" và "You Oughta Know"
6. "Scared of Lonely"
7. "That's Why You're Beautiful"
8. "Satellites"
9. "Resentment"
10. Điệp khúc Jazz "Déjà Vu"
  - có nội dung từ "It Don't Mean a Thing (If It Ain't Got That Swing)" và "Bootylicious"
11. "Déjà Vu"
12. "I Wanna Be Where You Are"
  - có nội dung từ "Welcome to Hollywood" và Hvàel's Messiah, Hallelujah
13. Điệp khúc Destiny's Child
  - có nội dung từ "No, No, No Part 1", "No, No, No Part 2", "Bug a Boo", "Bills, Bills, Bills", "Say My Name", "Jumpin', Jumpin'", "Independent Women Part 1", "Bootylicious" và "Survivor"
14. "Work it Out"
15. "'03 Bonnie & Clyde"
16. "Crazy in Love"
17. "Naughty Girl"
18. "Get Me Bodied"
19. Điệp khúc "Single Ladies (Put a Ring on It)"
  - có nội dung từ "Electric Feel"
20. Kết thúc
  - có nội dung từ "It Don't Mean a Thing (If It Ain't Got That Swing)" và "Ornithology"
21. Những người thực hiện
  - có nội dung từ "Halo (Nhạc nền trực tiếp)"[5]

Thời lượng tổng cộng: 1:38:19
Độc quyền:
- Chuyện gì đã xảy ra ở Vegas... (Hậu trường)

Thời lượng tổng cộng: 24:08

### CD
Đĩa 1
1. "Hello" - 3:48
2. "Halo" - 5:33
3. "Irreplaceable" - 5:38
4. Điệp khúc "Sweet Dreams" - 9:27
  - có nội dung từ "Dangerously in Love" và "Sweet Love"
5. "If I Were A Boy" - 5:35
  - có nội dung từ "California Love" và "You Oughta Know"
6. "Scared of Lonely" - 4:08
7. "That's Why You're Beautiful" - 3:14
8. "Satellites" - 2:31
9. "Resentment" - 6:02
10. Điệp khúc Jazz "Déjà Vu" - 2:05
  - có nội dung từ "It Don't Mean a Thing (If It Ain't Got That Swing)"
11. "Déjà Vu" - 2:05

Đĩa 2
1. "I Wanna Be Where You Are" - 3:24
  - có nội dung từ "Welcome to Hollywood" và Hvàel's Messiah, Hallelujah
2. Điệp khúc Destiny's Child - 11:52
  - có nội dung từ "No, No, No Part 1", "No, No, No Part 2", "Bug a Boo", "Bills, Bills, Bills", "Say My Name", "Jumpin', Jumpin'", "Independent Women Part 1", "Bootylicious" và "Survivor"
3. "Work It Out" - 3:27
4. "'03 Bonnie & Clyde" - 1:37
5. "Crazy In Love" - 6:55
6. "Naughty Girl" - 2:42
7. "Get Me Bodied" - 2:58
8. "Single Ladies (Put A Ring On It)" Medley - 5:41
  - có nội dung từ "Electric Feel"
9. Kết thúc - 2:26
  - có nội dung từ "It Don't Mean a Thing (If It Ain't Got That Swing)" và "Ornithology"

### Album nhạc nền[6]
1. "Hello" - 3:46
2. "Halo" - 5:22
3. "Irreplaceable" - 5:11
4. "Sweet Dreams" - 9:19
5. "If I Were A Boy" - 4:49
6. "Scared Of Lonely" - 4:06
7. "That's Why You're Beautiful" - 3:10
8. "Satellites" - 2:18
9. "Resentment" - 5:45
10. "Déjà Vu" - 3:30
11. "I Wanna Be Where You Are" - 1:59
12. "Điệp khúc Destiny's Child" - 10:55
13. "Work It Out" - 3:28
14. "Bonnie & Clyde" - 1:36
15. "Crazy In Love" - 6:52
16. "Naughty Girl" - 2:37
17. "Get Me Bodied" - 2:31
18. "Single Ladies (Put A Ring On It)" - 5:38
19. "Kết thúc (It Don't Mean A Thing If It Ain't Got That Swing)" - 1:38

## Xếp hạng
| Bảng xếp hạng (2009)                    | Vị trí | Chứng nhận  |
| --------------------------------------- | ------ | ----------- |
| ARIA Top 40 Music DVD Chart             | 11     | Bạch kim    |
| United States Billboard Top Music Video | 1      | 2× Bạch kim |
| Dutch Concert DVDs                      | 4      |             |
| Bỉ DVD Chart                            | 9      |             |
| German Albums Chart                     | 85     |             |
| German DVD Chart                        | 3      |             |
| Greek Album Chart                       | 23     |             |
| Mexican Album Chart                     | 58     |             |
| New Zealvà Music DVD Chart              | 6      |             |
| Bồ Đào Nha Albums Chart                 | 18     |             |
| Spanish Album Chart                     | 8      |             |
| Spanish DVD Chart                       | 7      |             |
| Swedish DVD Chart                       | 10     |             |
| Nhật Bản's DVD Chart                    | 66     |             |
| Brasilian's DVD Chart                   | 1      | 2× Bạch kim |

| Bảng xếp hạng                       | Vị trí |
| ----------------------------------- | ------ |
| US Billboard Top Music Video (2009) | 6      |
| US Billboard Top Music Video (2010) | 15     |

## Lịch sử phát hành
| Quốc gia   | Ngày phát hành       | Định dạng     |
| ---------- | -------------------- | ------------- |
| Belgium    | 20 tháng 11 năm 2009 | CD/DVD và DVD |
| Pháp       | 20 tháng 11 năm 2009 | CD/DVD và DVD |
| Úc         | 20 tháng 11 năm 2009 | CD/DVD và DVD |
| Netherland | 20 tháng 11 năm 2009 | CD/DVD và DVD |
| Hoa Kỳ     | 23 tháng 11 năm 2009 | CD/DVD và DVD |
| Argentina  | 24 tháng 11 năm 2009 | DVD           |
| Nhật Bản   | 25 tháng 11 năm 2009 | CD/DVD        |
| Ý          | tháng 11 27, 2009    | CD/DVD và DVD |
| Brasil     | tháng 12 1, 2009     | CD/DVD và DVD |
| Anh        | 7 tháng 12 năm 2009  | CD/DVD        |
| Anh        | tháng 12 7, 2009     | Blu-ray       |
| Hà Lan     | 12 tháng 12 năm 2009 | Blu-ray       |
| Hoa Kỳ     | 15 tháng 12 năm 2009 | Blu-ray       |
| Thái Lan   | 22 tháng 12 năm 2009 | DVD           |